# Raad van de Duitstalige Gemeenschap (samenstelling 1990-1995)
Dit is de samenstelling van de Raad van de Duitstalige Gemeenschap voor de legislatuurperiode 1990-1995.
De Raad van de Duitstalige Gemeenschap telt 25 rechtstreeks gekozen leden. Bovendien zijn er ook leden met raadgevende stem: zij mogen vergaderingen bijwonen, maar mogen niet deelnemen aan stemmingen of initiatieven nemen. Dit is een onbepaald aantal en kan dus per legislatuur variëren. Deze leden met raadgevende stem zijn de Duitstalige provincieraadsleden van de provincie Luik en Duitstalige leden van de Kamer en de Senaat.
Deze legislatuur volgde uit de Duitstalige Gemeenschapsraadverkiezingen van 28 oktober 1990 en ging van start op 13 november 1990. De legislatuur liep ten einde op 2 mei 1995.
Tijdens deze legislatuur was de regering-Maraite II in functie, die steunde op een meerderheid van CSP, SP en PFF. De oppositiepartijen zijn dus PDB en Ecolo.

## Samenstelling
| Fractie | Fractie | Zetels |
| ------- | ------- | ------ |
|         | CSP     | 8      |
|         | PFF     | 5      |
|         | PDB     | 4      |
|         | SP      | 4      |
|         | Ecolo   | 4      |

## Lijst van de parlementsleden
| Volksvertegenwoordiger     | Partij | Opmerkingen |
| -------------------------- | ------ | --- |
| Manfred Schunck            | CSP    | Vervangt vanaf 13 november 1990 Kurt Ortmann, die voltijds schepen van Eupen wordt. Schunck is vanaf 20 september 1994 parlementsvoorzitter en voorzitter van de commissie Algemene Politiek, Petities, Financiën en Samenwerking. Daarvoor was Schunck van 15 september 1992 tot 21 september 1993 voorzitter van de commissie Gezondheid en Sociale Zaken.                                   |
| Mathieu Grosch             | CSP    | Tot 20 september 1994 parlementsvoorzitter en voorzitter van de commissie Algemene Politiek, Petities, Financiën en Samenwerking. |
| Joseph Maraite             | CSP    | |
| Hubert Cremer              | CSP    | Ondervoorzitter. |
| Werner Hilgers             | CSP    | Voorzitter van de CSP-fractie. Voorzitter van de commissie Gezondheid en Sociale Zaken tot 17 september 1991 en vanaf 20 september 1994. |
| Wilfred Schröder           | CSP    | Voorzitter van de commissie Cultuur van 17 september 1991 tot 15 september 1992 en van 21 september 1993 tot 20 september 1994. |
| Jakob Pons                 | CSP    | Vervangt vanaf 25 juni 1991 Albert Gehlen, die voltijds lid van de Kamer van volksvertegenwoordigers wordt. |
| Marc Dürnholz              | CSP    | |
| Hubert Reinertz            | PFF    | Vervangt vanaf 15 september 1992 Heinz Palm, die om gezondheidsredenen ontslag neemt. Palm zelf verving van 21 januari 1991 tot 14 september 1992 Alfred Evers, die voltijds lid van de Belgische Senaat werd. Eerste opvolger Bernd Gentges, minister in de Duitstalige Gemeenschapsregering, besloot om niet te zetelen. Alfred Evers was tot 21 januari 1991 voorzitter van de PFF-fractie. |
| Ernst Thommessen           | PFF    | |
| Berni Collas               | PFF    | Voorzitter van de PFF-fractie vanaf 21 januari 1991. |
| Félicien Dejozé            | PFF    | Ondervoorzitter. |
| Bruno Fagnoul              | PFF    | Voorzitter van de commissie Onderwijs en Opleiding tot 17 september 1991, van 15 september 1992 tot 21 september 1993 en vanaf 20 september 1994. |
| Karl-Heinz Lambertz        | SP     | |
| Joseph Barth               | SP     | Secretaris. Voorzitter van de commissie Cultuur tot 17 september 1991, van 15 september 1992 tot 21 september 1993 en vanaf 20 september 1994. |
| Edmund Stoffels            | SP     | Voorzitter van de SP-fractie. |
| Willy Velz                 | SP     | |
| Gerhard Palm               | PDB    | Voorzitter van de PDB-fractie. Voorzitter van de commissie Onderwijs en Opleiding van 17 september 1991 tot 15 september 1992 en van 21 september 1993 tot 20 september 1994. |
| Alfred Keutgen             | PDB    | Vervangt vanaf 20 januari 1992 Norbert Scholzen, die om gezondheidsredenen ontslag neemt. Scholzen was ondervoorzitter tot 20 januari 1992. |
| Dorothea Schwall-Peters    | PDB    | Ondervoorzitter van 20 januari tot 15 september 1992 en vanaf 20 september 1994. Secretaris van 15 september 1992 tot 20 september 1994. |
| Walter Reuter              | PDB    | |
| Erwin Rademacher           | Ecolo  | Vervangt vanaf 20 januari 1992 Paul-Joseph Benker, die lid van de Belgische Senaat wordt. Benker was voorzitter van de Ecolo-fractie tot 20 januari 1992. Erwin Rademacher was van 21 september 1993 tot 20 september 1994 voorzitter van de commissie Gezondheid en Sociale Zaken. |
| Leonie Kirschfink-Heinen   | Ecolo  | |
| Lambert Jaegers            | Ecolo  | Voorzitter van de Ecolo-fractie vanaf 20 januari 1992. Voorzitter van de commissie Gezondheid en Sociale Zaken van 17 september 1991 tot 15 september 1992. |
| Anne-Marie Schöffers-Braun | Ecolo  | Secretaris tot 15 september 1992 en vanaf 20 september 1994. Ondervoorzitter van 15 september 1992 tot 20 september 1994. |

## Leden met raadgevende stem
| Naam                   | Partij | Opmerkingen |
| ---------------------- | ------ | --- |
| Bernard Eicher         | SP     | Lid van de Belgische Senaat. Zetelt van 13 november 1990 tot 21 oktober 1991. |
| Alfred Evers           | PFF    | Lid van de Belgische Senaat. Zetelt vanaf 21 januari 1991. Eerder was Evers van 13 november 1990 tot 21 januari 1991 rechtstreeks gekozen lid van het Parlement van de Duitstalige Gemeenschap.             |
| Paul-Joseph Benker     | Ecolo  | Lid van de Belgische Senaat. Zetelt vanaf 20 januari 1992. Eerder was Benker van 13 november 1990 tot 20 januari 1992 rechtstreeks gekozen lid van het Parlement van de Duitstalige Gemeenschap.            |
| Albert Gehlen          | CSP    | Lid van de Kamer van volksvertegenwoordigers. Zetelt vanaf 25 juni 1991. Eerder was Gehlen van 13 november 1990 tot 25 juni 1991 rechtstreeks gekozen lid van het Parlement van de Duitstalige Gemeenschap. |
| Johann Haas            | CSP    | Provincieraadslid van Luik. |
| Jean-Robert Collas     | PFF    | Provincieraadslid van Luik. |
| Clément Bonnecompagnie | SP     | Provincieraadslid van Luik. |
| Norbert Scholzen       | PDB    | Provincieraadslid van Luik. Vervangt vanaf 28 november 1994 Philippe Xhonneux (CSP), die van 2 december 1991 tot 27 november 1994 Uwe Kriescher (CSP) verving.                                              |
| Freddy Mockel          | Ecolo  | Provincieraadslid van Luik. Vervangt vanaf 28 november 1994 Joseph Dejonghe (Ecolo), die van 2 december 1991 tot 27 november 1994 Josef Dries (PDB) verving.                                                |

## Commissies
Naast de reguliere commissies was er een onderzoekscommissie omtrent frauduleuze toewijzing van sport- en cultuursubsidies.